# Associazione Calcio Monza 1978-1979
Questa voce raccoglie le informazioni riguardanti l'Associazione Calcio Monza nelle competizioni ufficiali della stagione 1978-1979.

## Stagione
Pur perdendo in sede di calciomercato alcuni elementi come Walter De Vecchi e Felice Pulici il Monza per la quarta stagione affidata ad Alfredo Magni, che ha acquistato dal Bari Domenico Penzo, ancora una volta si conferma come squadra di vertice, lottando nel corso del campionato, per la promozione nella massima serie. Una svolta pare esserci a due giornate dal termine, quando la vittoria con il Brescia e la contemporanea sconfitta della diretta concorrente Pescara a San Benedetto del Tronto portò i brianzoli a -2 dagli abruzzesi.
Al turno successivo, tuttavia, la squadra fu sconfitta in casa da un Lecce privo di obiettivi da raggiungere, permettendo l'aggancio dei rivali abruzzesi; le due squadre conclusero il campionato a pari merito rendendo necessaria la disputa di uno spareggio per decretare la promossa. Il match che si è giocato a Bologna, ha visto gli abruzzesi prevalere per 2-0. Amaro finale per la squadra brianzola che per il terzo anno consecutivo si vede sfuggire la Serie A per un soffio.
Nella Coppa Italia il Monza non supera il girone di qualificazione, vinto dalla Juventus.

## Divise
Viene sottoscritto un contratto con l'Admiral, che conferma lo stesso motivo (striscia bianca su maglia rossa) con l'aggiunta dei numeri dei giocatori sulle spalle.
| Manica sinistra · Maglietta · Maglietta · Manica destra · Pantaloncini · Calzettoni | Manica sinistra · Maglietta · Maglietta · Manica destra · Pantaloncini · Calzettoni |  |

## Organigramma societario
Area direttiva
- Presidente: Giovanni Cappelletti
- Direttore sportivo: Livio Ghioni
- Segretario generale: Sergio Sacchero
- Vicesegretario: Sandro De Lazzari

Area tecnica
- Allenatore: Alfredo Magni
- Allenatore in 2ª: Renzo Burini

Area sanitaria
- Medici sociali: Salvatore Castellano e Raffaele Mimmo
- Massaggiatori: Giancarlo Sala e Marco Viganò

## Rosa
| N. |                   | Ruolo | Calciatore              |
| -- | ----------------- | ----- | ----------------------- |
|    | Italia (bandiera) | P     | Roberto Marconcini      |
|    | Italia (bandiera) | P     | Mario Monzio Compagnoni |
|    | Italia (bandiera) | D     | Renato Acanfora         |
|    | Italia (bandiera) | D     | Angelo Anquilletti      |
|    | Italia (bandiera) | D     | Paolo Beruatto          |
|    | Italia (bandiera) | D     | Lino Giusto             |
|    | Italia (bandiera) | D     | Enrico Lanzi            |
|    | Italia (bandiera) | D     | Giuseppe Pallavicini    |
|    | Italia (bandiera) | D     | Francesco Stanzione     |
|    | Italia (bandiera) | D     | Giuliano Vincenzi       |
|    | Italia (bandiera) | D     | Domenico Volpati        |

| N. |                   | Ruolo | Calciatore       |
| -- | ----------------- | ----- | ---------------- |
|    | Italia (bandiera) | D     | Giuseppe Zandonà |
|    | Italia (bandiera) | C     | Ezio Blangero    |
|    | Italia (bandiera) | C     | Giuseppe Corti   |
|    | Italia (bandiera) | C     | Duino Gorin (I)  |
|    | Italia (bandiera) | C     | Milko Lainati    |
|    | Italia (bandiera) | C     | Giovanni Lorini  |
|    | Italia (bandiera) | C     | Enzo Scaini      |
|    | Italia (bandiera) | A     | Paolo Monelli    |
|    | Italia (bandiera) | A     | Domenico Penzo   |
|    | Italia (bandiera) | A     | Maurizio Ronco   |
|    | Italia (bandiera) | A     | Massimo Silva    |

## Risultati

### Serie B

#### Girone di andata
| Arbitro: | Pieri (Genova) |

|           |           |             |
| Silva 48’ | Marcatori | 42’ Gaudino |

| Rimini 1º ottobre 1978 2ª giornata | Rimini           | 0 – 0 | Monza | Stadio Romeo Neri\| Arbitro: \| Lanese (Messina) \| |
| Arbitro:                           | Lanese (Messina) |       |       |                                                     |

| Arbitro: | Tani (Livorno) |

|               |           |  |
| Silva 1’, 61’ | Marcatori |  |

| Arbitro: | Governa (Alessandria) |

|                              |           |                        |
| Zandonà 66’ (aut.) Russo 83’ | Marcatori | 14’ Blangero 71’ Silva |

| Arbitro: | Celli (Trieste) |

|           |           |           |
| Penzo 74’ | Marcatori | 49’ Penzo |

| San Benedetto del Tronto 29 ottobre 1978 6ª giornata | Sambenedettese | 0 – 0 | Monza | Stadio Fratelli Ballarin\| Arbitro: \| Lapi (Firenze) \| |
| Arbitro:                                             | Lapi (Firenze) |       |       |                                                          |

| Arbitro: | Lops (Torino) |

|             |           |            |
| Gorin I 70’ | Marcatori | 4’ Cosenza |

| Monza 11 novembre 1978 8ª giornata | Monza               | 0 – 0 | Ternana | Stadio Gino Alfonso Sada\| Arbitro: \| Lo Bello (Siracusa) \| |
| Arbitro:                           | Lo Bello (Siracusa) |       |         |                                                               |

| Ferrara 19 novembre 1978 9ª giornata | SPAL              | 0 – 0 | Monza | Stadio Comunale\| Arbitro: \| Patrussi (Arezzo) \| |
| Arbitro:                             | Patrussi (Arezzo) |       |       |                                                    |

| Arbitro: | Lanese (Messina) |

|                           |           |  |
| Lorini 28’ Silva 44’, 82’ | Marcatori |  |

| Arbitro: | Governa (Alessandria) |

|  |           |                         |
|  | Marcatori | 17’ Stanzione 51’ Penzo |

| Arbitro: | Lanzetti (Viterbo) |

|           |           |  |
| Luppi 15’ | Marcatori |  |

| Arbitro: | Lapi (Firenze) |

|              |           |  |
| Blangero 40’ | Marcatori |  |

| Arbitro: | Menegali (Roma) |

|             |           |           |
| Roselli 69’ | Marcatori | 56’ Penzo |

| Arbitro: | Terpin (Trieste) |

|  |           |           |
|  | Marcatori | 63’ Piras |

| Arbitro: | Ballerini (La Spezia) |

|          |           |           |
| Pari 33’ | Marcatori | 59’ Silva |

| Arbitro: | Lops (Torino) |

|           |           |  |
| Penzo 72’ | Marcatori |  |

| Lecce 4 febbraio 1979 18ª giornata | Lecce             | 0 – 0 | Monza | Stadio Via del Mare\| Arbitro: \| Mattei (Macerata) \| |
| Arbitro:                           | Mattei (Macerata) |       |       |                                                        |

| Arbitro: | Milan (Treviso) |

|                |           |                      |
| Penzo 20’, 72’ | Marcatori | 14’ (aut.) Stanzione |

#### Girone di ritorno
| Bari 18 febbraio 1979 20ª giornata | Bari          | 0 – 0 | Monza | Stadio della Vittoria\| Arbitro: \| Redini (Pisa) \| |
| Arbitro:                           | Redini (Pisa) |       |       |                                                      |

| Arbitro: | Ballerini (La Spezia) |

|                            |           |  |
| Monelli 58’ Penzo 63’, 75’ | Marcatori |  |

| Taranto 4 marzo 1979 22ª giornata | Taranto             | 0 – 0 | Monza | Stadio Erasmo Iacovone\| Arbitro: \| Lo Bello (Siracusa) \| |
| Arbitro:                          | Lo Bello (Siracusa) |       |       |                                                             |

| Arbitro: | Panzino (Catanzaro) |

|                |           |  |
| Penzo 24’, 70’ | Marcatori |  |

| Arbitro: | Lops (Torino) |

|                           |           |  |
| Osellame 17’ Chimenti 79’ | Marcatori |  |

| Arbitro: | D'Elia (Salerno) |

|               |           |  |
| Stanzione 29’ | Marcatori |  |

| Arbitro: | Benedetti (Roma) |

|                |           |  |
| Di Michele 82’ | Marcatori |  |

| Arbitro: | Lapi (Firenze) |

|                                              |           |            |
| Caccia 9’ Passalacqua 64’ (rig.) Asnicar 82’ | Marcatori | 14’ Scaini |

| Arbitro: | Milan (Treviso) |

|                              |           |  |
| Volpati 25’ Silva 73’ (rig.) | Marcatori |  |

| Cesena 22 aprile 1979 29ª giornata | Cesena                | 0 – 0 | Monza | Stadio La Fiorita\| Arbitro: \| Ballerini (La Spezia) \| |
| Arbitro:                           | Ballerini (La Spezia) |       |       |                                                          |

| Arbitro: | Lanese (Messina) |

|                             |           |  |
| Silva 13’, 48’ Blangero 47’ | Marcatori |  |

| Arbitro: | Lattanzi (Roma) |

|                   |           |           |
| Giusto 72’ (aut.) | Marcatori | 44’ Silva |

| Arbitro: | Agnolin (Bassano del Grappa) |

|           |           |           |
| Ronco 13’ | Marcatori | 60’ Boito |

| Arbitro: | Michelotti (Parma) |

|                |           |  |
| Silva 42’, 54’ | Marcatori |  |

| Arbitro: | Barbaresco (Cormons) |

|  |           |          |
|  | Marcatori | 3’ Penzo |

| Arbitro: | Bergamo (Livorno) |

|           |           |  |
| Silva 38’ | Marcatori |  |

| Arbitro: | Lattanzi (Roma) |

|  |           |          |
|  | Marcatori | 6’ Silva |

| Arbitro: | Terpin (Trieste) |

|  |           |           |
|  | Marcatori | 41’ Loddi |

| Arbitro: | Barbaresco (Cormons) |

|           |           |                       |
| Villa 15’ | Marcatori | 6’ Penzo 19’ Acanfora |

#### Spareggio promozione
| Arbitro: | Bergamo (Livorno) |

|                              |           |  |
| Pavone 40’ Giusto 61’ (aut.) | Marcatori |  |

### Coppa Italia

#### Primo turno
| Arbitro: | Falzier (Treviso) |

|           |           |  |
| Silva 49’ | Marcatori |  |

| Arbitro: | Celli (Trieste) |

|                                  |           |                |
| Amenta 32’ (rig.) Sella 57’, 89’ | Marcatori | 61’, 67’ Penzo |

| Arbitro: | Barbaresco (Cormons) |

|  |           |            |
|  | Marcatori | 70’ Virdis |

| Arbitro: | Stillacci (Torino) |

|  |           |                             |
|  | Marcatori | 19’ (aut.) Fanti 61’ Scaini |

## Statistiche

### Statistiche di squadra
Fonte:
| Competizione         | Punti | In casa | In casa | In casa | In casa | In casa | In casa | In trasferta | In trasferta | In trasferta | In trasferta | In trasferta | In trasferta | Totale | Totale | Totale | Totale | Totale | Totale | DR  |
| Competizione         | Punti | G       | V       | N       | P       | Gf      | Gs      | G            | V            | N            | P            | Gf           | Gs           | G      | V      | N      | P      | Gf     | Gs     | DR  |
| -------------------- | ----- | ------- | ------- | ------- | ------- | ------- | ------- | ------------ | ------------ | ------------ | ------------ | ------------ | ------------ | ------ | ------ | ------ | ------ | ------ | ------ | --- |
| Serie B              | 48    | 19      | 12      | 5       | 2       | 27      | 7       | 19           | 4            | 11           | 4            | 12           | 13           | 38     | 16     | 16     | 6      | 39     | 20     | +19 |
| Spareggio promozione |       | -       | -       | -       | -       | -       | -       | 1            | 0            | 0            | 1            | 0            | 2            | 1      | 0      | 0      | 1      | 0      | 2      | -2  |
| Coppa Italia         |       | 2       | 1       | 0       | 1       | 1       | 1       | 2            | 1            | 0            | 1            | 4            | 3            | 4      | 2      | 0      | 2      | 5      | 4      | +1  |
| Totale               |       | 21      | 13      | 5       | 3       | 28      | 8       | 22           | 5            | 11           | 6            | 16           | 18           | 43     | 18     | 16     | 9      | 44     | 26     | +18 |

### Statistiche dei giocatori
Elenco giocatori e presenze aggiornato a fine stagione.
| Giocatore            | Serie B  | Serie B | Spareggio | Spareggio | Coppa Italia | Coppa Italia | Totale   | Totale |
| Giocatore            | Presenze | Reti    | Presenze  | Reti      | Presenze     | Reti         | Presenze | Reti   |
| -------------------- | -------- | ------- | --------- | --------- | ------------ | ------------ | -------- | ------ |
| R. Acanfora          | 17       | 1       | 1         | 0         | 3            | 0            | 21       | 1      |
| A. Anquilletti       | 9        | 0       | -         | -         | 1            | 0            | 10       | 0      |
| P. Beruatto          | 4        | 0       | -         | -         | 4            | 0            | 8        | 0      |
| E. Blangero          | 29       | 3       | -         | -         | 4            | 0            | 33       | 3      |
| G. Corti             | 24       | 0       | 1         | 0         | 3            | 0            | 28       | 0      |
| L. Giusto            | 22       | 0       | 1         | 0         | -            | -            | 23       | 0      |
| D. Gorin (I)         | 34       | 1       | 1         | 0         | 4            | 0            | 39       | 1      |
| M. Lainati           | 4        | 0       | -         | -         | -            | -            | 4        | 0      |
| E. Lanzi             | -        | -       | -         | -         | 1            | 0            | 1        | 0      |
| G. Lorini            | 38       | 1       | 1         | 0         | 4            | 0            | 43       | 1      |
| R. Marconcini        | 38       | -20     | 1         | -2        | 4            | -4           | 43       | -26    |
| P. Monelli           | 3        | 1       | -         | -         | -            | -            | 3        | 1      |
| M. Monzio Compagnoni | 1        | 0       | -         | -         | -            | -            | 1        | 0      |
| G. Pallavicini       | 24       | 0       | 1         | 0         | 1            | 0            | 26       | 0      |
| D. Penzo             | 37       | 11      | 1         | 0         | 4            | 2            | 42       | 13     |
| M. Ronco             | 17       | 1       | 1         | 0         | -            | -            | 18       | 1      |
| E. Scaini            | 22       | 1       | -         | -         | 4            | 1            | 26       | 2      |
| M. Silva             | 36       | 15      | 1         | 0         | 2            | 1            | 39       | 16     |
| F. Stanzione         | 28       | 2       | 1         | 0         | -            | -            | 29       | 2      |
| G. Vincenzi          | 31       | 0       | 1         | 0         | 4            | 0            | 36       | 0      |
| D. Volpati           | 34       | 1       | -         | -         | 4            | 0            | 38       | 1      |
| G. Zandonà           | 4        | 0       | -         | -         | 3            | 0            | 7        | 0      |